# Núi Phnom Den
Núi Phnom Den (tiếng Campuchia: ភ្មំដិន; tiếng Việt: Phnôm Đen) hay Phnum Den là một ngọn núi của Campuchia nằm ở khu vực biên giới, gần cửa khẩu Tịnh Biên, Việt Nam. Núi thuộc địa phận xã Phnum Den, huyện Kiri Vong, tỉnh Takéo, cách Takéo 45 km về phía nam. Vị trí cao nhất gần 230 m nằm ở phần phía nam ngọn núi. Núi cấu thành gồm đá granit nhiều khoáng vật, trong đó có thạch anh trắng. Xung quanh núi là ruộng lúa.
Năm 2009, con đường mới ở khu vực kết nối cửa khẩu Phnom Den (Campuchia) và cửa khẩu Tịnh Biên (Việt Nam) hoàn thành. Con đường chạy ngang phía bắc ngọn núi, chạy về hướng đông hơn 1 km là cửa khẩu. Dân cư sống tập trung xung quanh ngọn núi, đông nhất ở phía bắc, chợ xã nằm ở vị trí này, phía nam dân cư thưa thớt, có một hồ nước khoảng 15 ha nằm ở tây nam. Phía bắc có chùa Bắc Phnom Den.